# Братське (Перекопський район)
Бра́тське (до 1945 року — Старий Яланташ, раніше Ялан Туш, крим. Yalan Tuş) — село Перекопського району Автономної Республіки Крим. Розташоване на півдні району.

## Назва
Історична назва походить від кримськотатарських слів yalan — брехня, та tuş — клавіша.
Українізована російська назва Братське від Братскоє означає Братерне.

## Населення
Згідно з переписом УРСР 1989 року чисельність наявного населення села становила 1090 осіб, з яких 507 чоловіків та 583 жінки.
За переписом населення України 2001 року в селі мешкали 1163 особи.

### Мова
Розподіл населення за рідною мовою за даними перепису 2001 року:
| Мова              | Відсоток |
| ----------------- | -------- |
| українська        | 43,02 %  |
| російська         | 41,90 %  |
| кримськотатарська | 13,19 %  |
| білоруська        | 0,69 %   |
| циганська         | 0,26 %   |
| вірменська        | 0,17 %   |
| молдовська        | 0,17 %   |
| польська          | 0,09 %   |
| інші              | 0,51 %   |